# Krzywołęcz
Krzywołęcz est une localité polonaise de la gmina et du powiat de Staszów en voïvodie de Sainte-Croix.